# 北太平洋環流

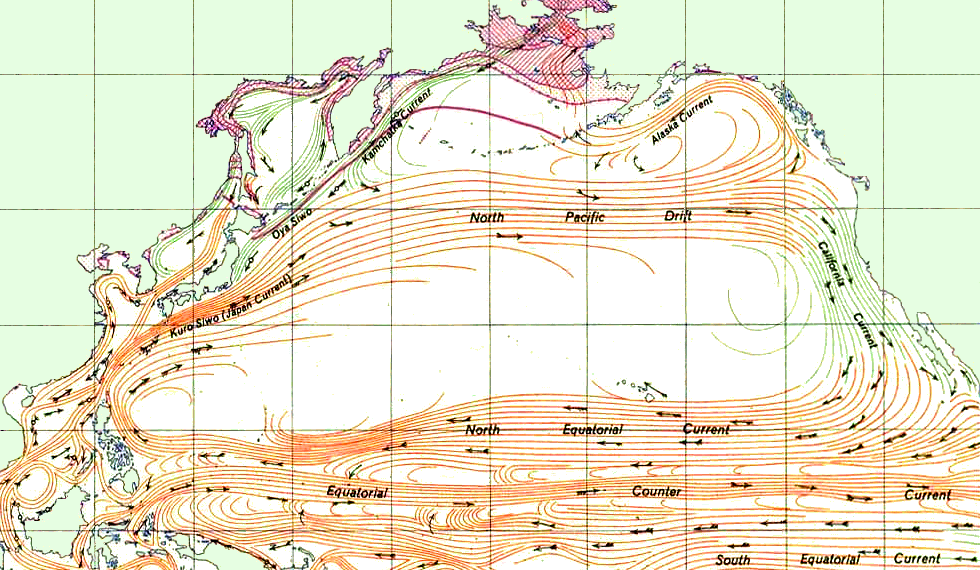
北太平洋環流系統的洋流

北太平洋環流系統（North Pacific Gyre），整體而言有兩個環流，一個是順時針的大環流；另一個則是在比較北邊呈逆時針的小環流。在北半球，因東北信風的推動，約在北緯15度附近具有由東向西的洋流，北半球稱為北赤道洋流，從美國加州流向菲律賓。北赤道洋流流到菲律賓以後有一部分轉向北去，形成黑潮（Kuro Shio）；而一部分向南形成一種補償流，流向與北赤道洋流相反，於是由西向東，稱為赤道逆流。黑潮在日本的東邊開始轉往美洲方向移動，與流速較慢的西風飄流（北半球）（Drift of Westerlies）相接，成為北太平洋洋流。北太平洋洋流碰到了美國和加拿大的陸塊後，就往北和往南各形成一個洋流，向南的洋流叫做加利福尼亞洋流，水溫較低，屬寒流性質，最後又向西變成北赤道洋流的一部分；向北的叫做阿拉斯加洋流，流經阿拉斯加南岸，屬暖流性質。阿拉斯加洋流在北方碰到阿留申群島，就往西轉折成為阿留申洋流；阿留申洋流碰到亞洲邊緣以後，在庫頁島，與白令海峽下來的水會合，沿著亞洲東岸，形成往南的堪察加洋流（Kamchatka），亦即是親潮（Oya Shio），屬寒流性質，親潮寒流與黑潮相會，一部分與黑潮合併改向東流，大部分潛入黑潮底下。
在太平洋上，北太平洋環流系統是相對靜止的區域，此區主要為副熱帶高壓帶，水流旋轉的方向將周圍的廢物帶進來，導致漂浮物和其破碎物的累積，這些像是漂浮的「雲狀」廢物被稱為太平洋垃圾帶。